# Río Sacabamba
Río Sacabamba är ett vattendrag i Bolivia.   Det ligger i departementet Cochabamba, i den centrala delen av landet, 150 km norr om huvudstaden Sucre.
Omgivningen kring Río Sacabamba består i huvudsak av gräsmarker. Området är  glesbefolkat, med 10 invånare per kvadratkilometer.